# 尹庭
尹庭（1514年—？），字子紹，號金峰，山東濟南府肥城縣人，民籍，明朝政治人物。

## 生平
嘉靖二十五年（1546年）丙午科山東鄉試第三十七名舉人。嘉靖二十九年（1550年）中式庚戌科會試第四十三名，三甲第九十八名進士。擔任郟縣知縣，三十三年正月擢湖廣道試監察御史，九月實授御史，尋丁父憂歸。奏劾嚴嵩父子七疏，被廷杖回籍。

## 家族
曾祖尹綱；祖父尹鳳；父尹天民（1476年-1554年），字宗伊，别號覺斋，正德庚辰贡于乡，嘉靖十年辛卯授密雲知縣。母孟氏（1477年-1525年）；繼母張氏。严侍下。弟尹进、尹遴。